# Видем (Кршко)
Видем (словен. Videm) — поселення в общині Кршко, Споднєпосавський регіон, Словенія. Висота над рівнем моря: 176,8 м.